# Tom Audenaert
Tom Audenaert (Lokeren, 21 maggio 1979) è un attore belga.

## Filmografia

### Cinema
- De helaasheid der dingen, regia di Felix van Groeningen (2009)
- Hasta la vista, regia di Geoffrey Enthoven (2011)
- Les Rayures du zèbre, regia di Benoît Mariage (2014)
- Halfweg, regia di Geoffrey Enthoven (2014)
- Brabançonne, regia di Vincent Bal (2014)
- Moonwalkers, regia di Antoine Bardou-Jacquet (2015)
- Dio esiste e vive a Bruxelles (Le Tout Nouveau Testament), regia di Jaco Van Dormael (2015)
- De club van Sinterklaas & de verdwenen schoentjes, regia di Ruud Schuurman (2015)
- Wat mannen willen, regia di Filip Peeters (2015)
- L'Idéal, regia di Frédéric Beigbeder (2016)
- Home, regia di Fien Troch (2016)
- Allemaal Familie, regia di Dries Vos (2017)
- Bad Trip, regia di Dries Vos (2017)
- Cleo, regia di Eva Cools (2019)
- Yummy, regia di Lars Damoiseaux (2019)
- Superette Anna, regia di Piet Sonck (2020)
- Music Hole, regia di Gaetan Liekens e David Mutzenmacher (2021)
- Les Gentils, regia di Olivier Ringer (2022)

### Televisione
- Unità 42 (Unité 42) – serie TV, 20 episodi (2017-2019)